# Alfonsina Storni

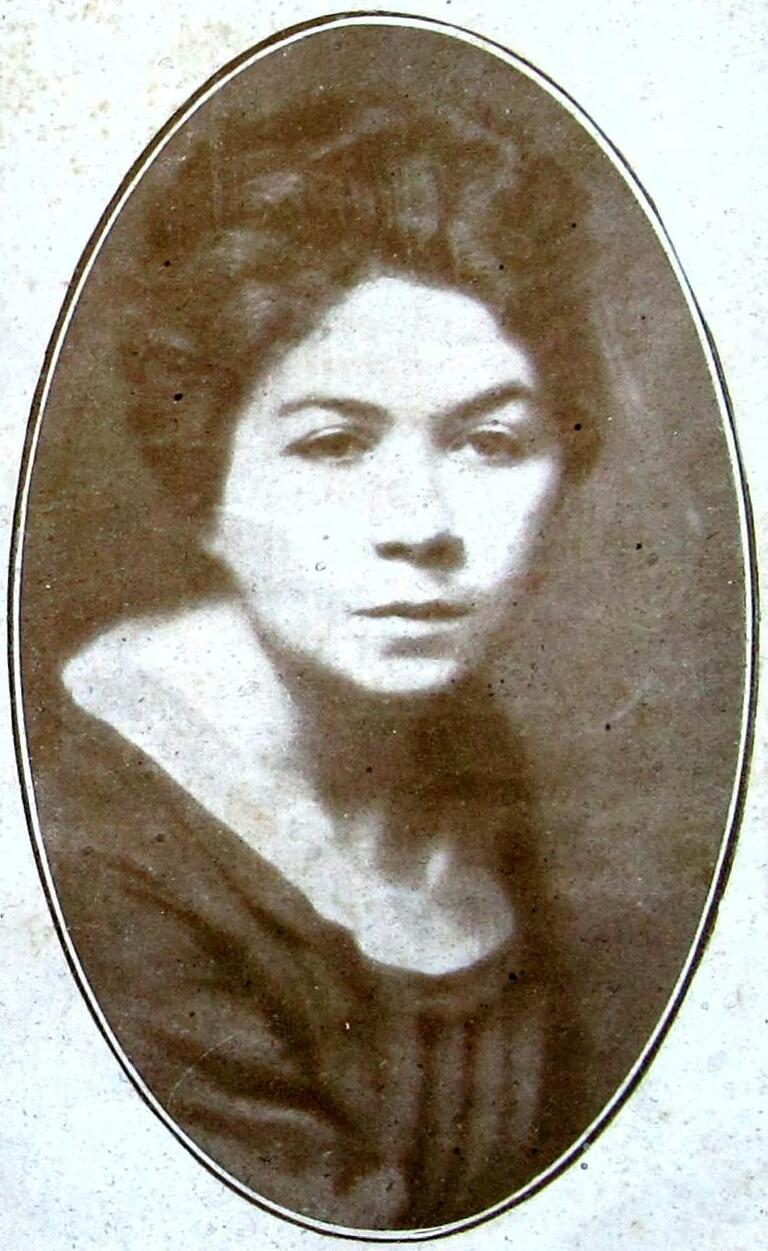
Alfonsina Storni

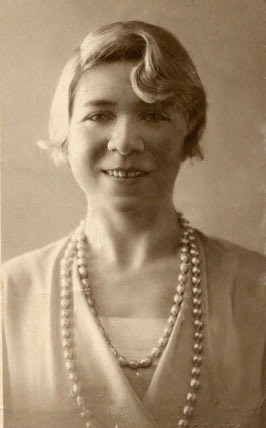
Alfonsina Storni

Alfonsina Storni Martignoni (* 29. Mai 1892 in Sala Capriasca, Bezirk Lugano, Schweiz; † 25. Oktober 1938 in Mar del Plata, Argentinien) war eine Dichterin und Schriftstellerin der argentinischen Avantgarde.

## Leben
Alfonsina Storni wurde 1892 in der Schweiz geboren, wo ihre nach Argentinien emigrierten Eltern Verwandte besuchten, und nach ihrem Vater Alfonso benannt.
1896 kehrte die Familie nach Argentinien zurück, wo sie am Fuß der Anden in San Juan in recht ärmlichen Verhältnissen lebten. 1901 verließen sie San Juan und zogen nach Rosario. Der Vater, früher ein wohlhabender Bierbrauer und Besitzer einer Sodafabrik, wurde zum Alkoholiker. Er ging mit seinem Kaffeehaus, dem „Café Suizo“, pleite. Die Mutter, die ein Lehrerinnendiplom aus der Schweiz mitgebracht hatte, eröffnete eine kleine Privatschule im eigenen Haus. Außerdem versuchte sie, die Familie mit Näharbeiten über Wasser zu halten.
1906 starb der Vater, und Alfonsina begann mit 13 Jahren, in einer Hutfabrik zu arbeiten; am 1. Mai verteilte sie anarchistische Flugblätter bei den Demonstrationen. Zur „Semana Santa“ spielte ihre Mutter in einem Passionsspiel mit; als eine Schauspielerin erkrankte, sprang Alfonsina ein. Kurze Zeit später kam die fahrende Theaterkompanie des spanischen Schauspielers José Tallaví in die Stadt, Alfonsina ergriff diese Gelegenheit, reiste ein Jahr lang mit der Truppe umher und trat in den Stücken Gespenster (Henrik Ibsen), La loca de la casa (Benito Pérez Galdós) und Los muertos (Florencio Sánchez) auf.
1909 ging sie nach Coronda, um dort an einer Lehrerbildungsanstalt („Escuela Normal Mixta de Maestros Rurales“) zu studieren; am Wochenende arbeitete sie als Sängerin in einem Theater, bis ihr Doppelleben aufflog und es zu einem Skandal an der Schule kam – Anlass für ihren ersten Selbstmordversuch. 1910 erhielt sie ihr Lehrerinnendiplom, und ein Jahr später begann sie an einer Schule in Rosario zu unterrichten („Escuela Elemental Nº 65“); erste Gedichte erschienen in den Zeitungen der Stadt. Zu dieser Zeit lernte sie einen verheirateten Politiker, Carlos Tercero Arguimbau, kennen, von dem sie bald ein Kind erwartete; um der „Schande“ in der Provinz zu entgehen, zog sie nach Buenos Aires, wo am 21. April 1912 ihr Sohn Alejandro geboren wurde, der nicht den Namen seines Vaters trug. Für ihren Lebensunterhalt musste sie alle möglichen Arbeiten annehmen, u. a. war sie als Kassiererin in einer Apotheke und als Korrespondentin einer Handelsfirma tätig.
1913 publizierte sie erste Gedichte in der Zeitschrift Caras y Caretas (wofür sie jedes Mal 25 Pesos bekam). 1916 erschien ihr erster Gedichtband, La inquietud del rosal, dessen Druck sie selber finanzierte; die Kosten von 500 Pesos hierfür zahlte sie ein Leben lang ab.
Sie kannte José Enrique Rodó, Amado Nervo, José Ingenieros und Manuel Ugarte. Mit den letzten beiden war sie eng befreundet. Sie reiste oft nach Montevideo in Uruguay, wo sie die Dichterin Juana de Ibarbourou und den Schriftsteller Horacio Quiroga kennenlernte.

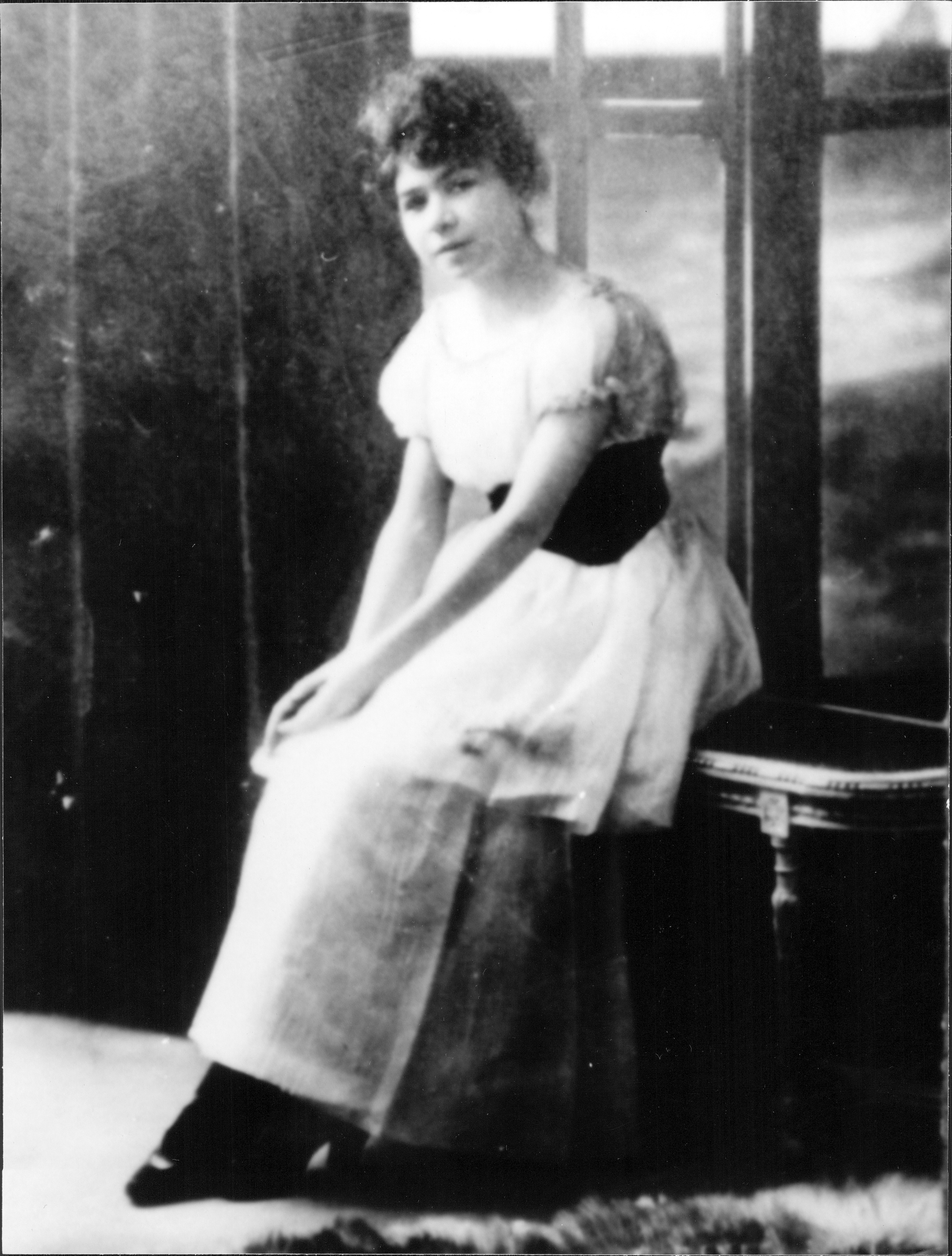
Alfonsina Storni mit 24 Jahren

1917 erhielt sie den Premio Anual del Consejo Nacional de Mujeres für ihren Canto a los niños. Im selben Jahr wurde sie zur Leiterin der Internatsschule Marcos Paz der Asociación Protectora de Hijos de Policías y Bomberos ernannt. Dort kümmerte sie sich um die Bibliothek und kam wieder mehr zum Schreiben. Doch eine weitere Nervenkrise zwang sie, sich aus dem Internat zurückzuziehen; zeitweilig arbeitete sie als Aufseherin in einer Schule für geistig behinderte Kinder („Escuela de Niños Débiles del Parque Chacabuco“), die sie mit Geschichten und Liedern beruhigte. Sie rezitierte ihre Gedichte auch immer wieder in kleinen Bibliotheken des Partido Socialista, mit dem sie zwar sympathisierte, aber nie Mitglied wurde.
Am 9. November 1919 wurde sie endlich argentinische Staatsbürgerin. 1920 reiste sie auf Einladung der Universität nach Montevideo, wo sie mehrere Vorträge hielt, unter anderem über die von ihr bewunderte Delmira Agustini, der sie auch ein Gedicht widmete. Nach der Anerkennung, die ihr in Uruguay zuteilgeworden war, fühlte sie sich in Buenos Aires wieder einsam und unverstanden und litt unter starken Depressionen. Dabei schrieb sie bei jeder sich bietenden Gelegenheit: während sie die Hefte ihrer Schüler korrigierte, im Kaffeehaus, in der Straßenbahn, auf Telegrammformularen.
Mit 28 Jahren publizierte sie Languidez (1920), ihre dritte Lyriksammlung, mit der Widmung: „Denen, die wie ich keinen einzigen ihrer Träume verwirklichen konnten.“ Dabei war die Kritik hingerissen, das Buch bald vergriffen, und es wurde mit zwei Literaturpreisen ausgezeichnet. 1921 halfen ihr Freunde aus ihrer misslichen finanziellen Situation, indem sie eigens für sie einen Posten am Teatro Infantil Labardén schufen, wo sie Kindern Schauspielunterricht erteilte und selbst einige Dramen für Kinder schrieb. Zu dieser Zeit begann sie an Verfolgungswahn zu leiden.
1922 wurde ihr der Premio Nacional (Argentinischer Staatspreis für Literatur) zugesprochen. 1923 verschaffte ihr ihr Freund und Bewunderer, der spätere Unterrichtsminister Antonio Sagarna, einen Posten als Professorin für Deklamation an der „Escuela Normal de Lenguas Vivas“. 1925 erschien der Gedichtband Ocre, der eine neue Richtung in ihrer Arbeit darstellte. Sie organisierte die Primera Fiesta de la Poesía in Mar del Plata, wo sie zusammen mit anderen Dichterinnen auftrat und großen Erfolg hatte. 1926 erhielt sie einen Lehrstuhl am Musikkonservatorium und unterrichtete Spanisch und Arithmetik an einer Schule für Erwachsene. In diesem Jahr gab sie auch ihr einziges Prosawerk heraus, Poemas de amor, das in drei Auflagen gedruckt und ins Französische übersetzt wurde. 1927 wurde im Beisein des Präsidenten und anderer hoher Würdenträger ihr Theaterstück El amo del mundo uraufgeführt, jedoch nach drei Abenden mangels Erfolg wieder abgesetzt. Man warf ihr vor, darin die Männer zu scharf kritisiert zu haben.
1930 reiste sie nach Europa und hielt in Spanien mit großem Erfolg Vorträge und Lesungen. Dabei machte sie auch einen Blitzbesuch in ihrem Schweizer Geburtsort. Nach ihrer Rückkehr publizierte sie Dos farsas pirotécnicas (1931). 1933 lernte sie Federico García Lorca in Buenos Aires kennen; auch ihm widmete sie ein Gedicht. Eine zweite Europareise folgte 1934, zusammen mit ihrem Sohn Alejandro; sie wurde in Kulturvereine und Akademien eingeladen und hatte großen Zulauf. In diesem Jahr begann eine neue Schaffensepoche mit Mundo de siete pozos (der Titel bezieht sich auf den menschlichen Kopf mit seinen sieben Öffnungen); ihr Stil wurde immer sarkastischer und provokanter.
1935 erkrankte sie an Brustkrebs. Sie wurde operiert, hielt jedoch die chemotherapeutische Nachbehandlung nicht lange durch. In den Jahren 1937/38 schieden zudem zwei ihrer besten Freunde, die Dichter Horacio Quiroga und Leopoldo Lugones, durch Selbstmord aus dem Leben. Noch einmal wurde Storni im Januar 1938 nach Montevideo eingeladen, wo sie zusammen mit Gabriela Mistral und Juana de Ibarbourou das große „weibliche Dreigestirn“ der lateinamerikanischen Poesie bildete. Sie selbst hielt dort ihren Vortrag „Entre un par de maletas a medio abrir y las manecillas del reloj“ (Zwischen halb geöffneten Koffern und Uhrzeigern). In ihren letzten Gedichten klingen bereits konkrete Selbstmordgedanken an.
Am 22. Oktober 1938 schrieb sie in einer Pension in Mar del Plata das Gedicht „Voy a dormir“ (Ich gehe schlafen), das sie noch zur Post brachte und das zwei Tage nach ihrem Tod von der Zeitung La Nación veröffentlicht wurde. Am 25. Oktober 1938 fand Storni am Strand La Perla den Tod im Meer. Die Ursache für ihren Freitod war eine wiederaufkeimende Brustkrebserkrankung. Ihr Grab befindet sich auf dem Cementerio de la Chacarita in Buenos Aires.
Ihr Selbstmord ist das Motiv des Gedichtes Alfonsina y el Mar von Félix Luna, das von Ariel Ramírez vertont wurde und zu den bekanntesten lateinamerikanischen Liedern zählt (aufgenommen u. a. von Mercedes Sosa).

## Werke
Alfonsina Storni gilt heute als eine der großen Wegbereiterinnen der modernen lateinamerikanischen Frauenliteratur, insbesondere wegen ihrer ausdrücklich feministischen Thematik, ihrem originellen, zeitweilig sarkastischen Stil, der sich gegen hergebrachte Stereotype des Weiblichen als des ‚sanften, unterwürfigen Elements‘ wendet. So sticht sie gerade wegen ihres rebellischen Geistes und ihrer nonkonformistischen Haltung, besonders in ihren späten, urban geprägten „Antisonetten“ hervor.
Sie besang die Trostlosigkeit der Großstadt und die Einsamkeit modernen Lebens. Einige ihrer Gedichte wurden zum Skandal, denn so hatte in Buenos Aires noch keine Dichterin gewagt, die Desillusionierung der Liebe zum Thema zu machen. Ihre Themen waren zu neu und für die damalige Zeit auch ungewöhnlich kritisch. Ab 1925 brach sie mit der herrschenden, noch romantischen bzw. symbolistischen Lyrik (vgl. Schmitt: Wie mit gezücktem Messer in der Nacht. 2000, S. 24 f.).
Auch als Journalistin setzte sie sich unmissverständlich für die Rechte der Frau ein, beharrte auf der Verschiedenartigkeit der Geschlechter, aber gleicher gesellschaftlicher Behandlung (vgl. Schmitt: Wie mit gezücktem Messer in der Nacht. 2000, S. 26).

### Dichtung
- 1916 – La inquietud del rosal
- 1918 – El dulce daño
- 1919 – Irremediablemente
- 1920 – Languidez
- 1925 – Ocre
- 1926 – Poemas de amor
- 1934 – Mundo de siete pozos
- 1938 – Mascarilla y trébol
- 1938 – Antología poética
- 1968 – Poesías completas

### Theater
- 1927 – El amo del mundo: Komödie in drei Akten
- La debilidad de Mister Dougall (1927 begonnen, 1931 beendet, zu Lebzeiten unveröffentlicht)
- 1932 – Dos farsas pirotécnicas: „Cimbelina en 1900 y pico“ und „Polixena y la cocinerita“ (1931 geschrieben, 1932 veröffentlicht, erst postum aufgeführt).
- Sie schrieb auch sechs Stücke für Kinder, die zu Lebzeiten unveröffentlicht blieben, mit selbst komponierter Musik

### Essay
- 1998 – Nosotras y la piel: selección de ensayos

### Übersetzungen ins Deutsche
- Ultrafantasía. Lieblingsgedichte. Handverlesen, übersetzt, illustriert und mit einem Nachwort von Hildegard Elisabeth Keller. Edition Maulhelden, Zürich 2022, ISBN 978-3-907248-10-2.
- Chicas. Kleines für die Frau. Herausgegeben, übersetzt und mit einem Nachwort von Hildegard Elisabeth Keller. Mit Geleitwort von Georg Kohler. Edition Maulhelden, Zürich 2021.
- Cuca. Geschichten. Herausgegeben, übersetzt und mit einem Nachwort von Hildegard Elisabeth Keller. Mit Geleitwort von Elke Heidenreich. Edition Maulhelden, Zürich 2021.
- Cardo. Interviews & Briefe. Herausgegeben, übersetzt und mit einem Nachwort von Hildegard Elisabeth Keller. Mit Geleitwort von Denise Tonella. Edition Maulhelden, Zürich 2021, ISBN 978-3-907248-07-2.
- Cimbelina. Theaterstücke. Herausgegeben, übersetzt und mit einem Nachwort von Hildegard Elisabeth Keller. Mit Geleitwort von Daniele Finzi Pasca. Edition Maulhelden, Zürich 2021, ISBN 978-3-907248-08-9.
- Meine Seele hat kein Geschlecht. Erzählungen, Kolumnen, Provokationen. Herausgegeben, übersetzt und eingeleitet von Hildegard Elisabeth Keller. Mit einem Vorwort von Elke Heidenreich. Limmat Verlag, Zürich 2013, ISBN 978-3-85791-717-2.
- El murciélago azul de la tristeza / Blaue Fledermaus der Trauer. Gedichte zweisprachig spanisch-deutsch. Ausgewählt, aus dem Spanischen übersetzt und mit einem Nachwort von Reinhard Streit. teamart-Verlag, Zürich 2009, ISBN 978-3-908126-34-8.
- Poemas de amor / Liebesgedichte. Spanisch – deutsch. Übersetzt und mit einem Nachwort von Reinhard Streit. Mit Texten von Christoph Kuhn und Alberto Nessi. Limmat Verlag, Zürich 2003, ISBN 3-85791-437-8.
- Verse an die Traurigkeit. Gedichte; spanisch – deutsch. Übersetzt aus dem Spanischen von Hans Erich Lampl. Orte-Verlag, Zürich/Zelg (Wolfhalden) 1995, ISBN 3-85830-069-1.
- Verwandle die Füsse. Ausgewählte Gedichte; spanisch – deutsch (berechtigte Übertragung von Waldtrud Kappeler). Verlag der Arche Zürich 1984, ISBN 3-7160-1915-1.

## Vertonungen
- Der Komponist Juan María Solare hat 2009 den Liederzyklus Viejas palabras („Alte Worte“) für Gesang und Klavier nach Gedichten von Alfonsina Storni komponiert (Viaje, El sueño, Cuadrados y ángulos & ¿Qué diría la gente? sowie drei kurze Klavier Interluden zwischen den Liedern). Der Zyklus dauert knappe 15 Minuten.[1]
- Saúl Cosentino hat Cuadrados y Ángulos vertont.

## Filme
- Alfonsina (Dokumentarfilm von Christoph Kühn, 2013)